# Ri Myong-guk
Ri Myong-guk (* 9. September 1986 in Pjöngjang) ist ein nordkoreanischer Fußballtorhüter.

## Karriere
Ri tritt international als Spieler der Sportgruppe Pjöngjang in Erscheinung. Er war 2007 während der Qualifikation für das olympische Fußballturnier Stammtorhüter, scheiterte aber mit seiner Mannschaft in der letzten Qualifikationsrunde an Australien und Irak. Seit 2007 kommt Ri auch in der nordkoreanischen Nationalmannschaft zu Einsätzen. Bei der Finalrunde der Ostasienmeisterschaft 2008 wurde er als bester Torhüter ausgezeichnet, 2009 scheiterte er mit der Mannschaft in der Qualifikationsrunde.
In der erfolgreichen Qualifikation für die WM 2010 kam Ri als Nordkoreas Stammtorhüter zu insgesamt 15 Einsätzen und kassierte dabei nur fünf Gegentreffer. Bei der WM-Endrunde wurde Ri in allen drei Vorrundenspielen eingesetzt, musste dabei aber mit zwölf Gegentreffern die meisten aller Turnierteilnehmer hinnehmen; darunter ein 0:7 gegen Portugal, die höchste Länderspielniederlage Nordkoreas.
Am 14. Juli 2017 bestritt er als erster Nordkoreaner sein 100. Länderspiel.